# へき地医療
へき地医療（へきちいりょう）は、地理的・社会的な事情により医療資源が乏しい地域での医療提供を指す。日本においては地域医療の一翼を担う重要な分野となっている。

## 概要
へき地医療は、山間地や離島などの「へき地」において必要な医療サービスを、継続的かつ安定的に提供する取り組みを指す。厚生労働省は「へき地」に該当する地域を、「交通条件及び自然的、経済的、社会的条件に恵まれない山間地、離島その他の地域のうち医療の確保が困難であって無医地区及び無医地区に準じる地区の要件に該当する地域」とし、医療過疎対策として政策的に支援している。千葉県、東京都、神奈川県、大阪府を除く43道府県の637の無医地区と420の準無医地区が対象となっている。
へき地医療においては、プライマリ・ケアを中核に据え、地域住民の日常的な健康ニーズに対応することが重要である。
へき地医療支援機構の指導・調整により医療を提供する病院として、へき地医療拠点病院が設置されている。
へき地医療は、「地域医療支援病院制度」「へき地診療所」「地域枠制度（医学部地域枠）」などの制度を通じて、医療政策に組み込まれている。特に医師偏在対策の一環として重視されており、医学生の地域定着や、へき地への医師派遣（ドクターバンク）などが政策的に支援されている。

## 沿革
- 1956年 - 初の「へき地保健医療計画」を国が策定[4][5]。
- 2011年 - 「へき地医療支援機構」が、第9次へき地保健医療計画により各都道府県に設置されることになった[5]。
- 2022年 - 離島振興法の一部が改正され、国および地方公共団体は、医師不足等の状況にかんがみ、離島における医療の充実が図られるよう特別の配慮をすることとされ、遠隔医療が明記された[4]。